# 컴파일 언어
컴파일 언어(compiled language)는 코드가 실행되기 전 컴파일러를 거쳐서 기계어로 모두 변환되어 실행되는 프로그래밍 언어이다. 인터프리터 언어와는 다르게 인터프리터를 거치지 않아 속도가 상대적으로 빠르다.

## 언어
- 에이다
- 알골 (프로그래밍 언어)
  - 알골 60
  - 알골 68
  - SMALL
- 베이직
  - 비주얼 베이직
  - 퓨어베이직
- C
  - C++
  - 오브젝티브-C
    - 스위프트

  - D
  - C#바이트코드

- - 자바바이트코드

- CLEO
- 코볼
- 코바
- 크리스탈
- eC
- 에펠
  - Sather
  - Ubercode
- 얼랭바이트코드

- F#바이트코드

- 팩터바이트코드

- 포스
- 포트란
- Go
- 하스켈
- Haxe (바이트코드나 C++로)
- JOVIAL
- 줄리아
- LabVIEW, G
- Lisp
  - 커먼 리스프
- 러시(Lush)
- 머큐리
- ML
  - 스탠더드 ML
    - 앨리스

  - OCaml
- Nim (C, C++, 또는 Objective-C로)
- Open-URQ
- 파스칼
  - 오브젝트 파스칼
    - 델파이

  - Modula-2
  - Modula-3
  - 오베론
- PL/I
- RPG
- 러스트
- 스칼라바이트코드

- Seed7
- SPITBOL
- 비주얼 폭스프로
- 비주얼 프롤로그

## 도구
- ANTLR
- CodeWorker
- Lex
- Flex
- GNU bison
- Yacc

## 같이 보기
- 컴파일러
- 인터프리터
- 인터프리트 언어